# ISO 9060

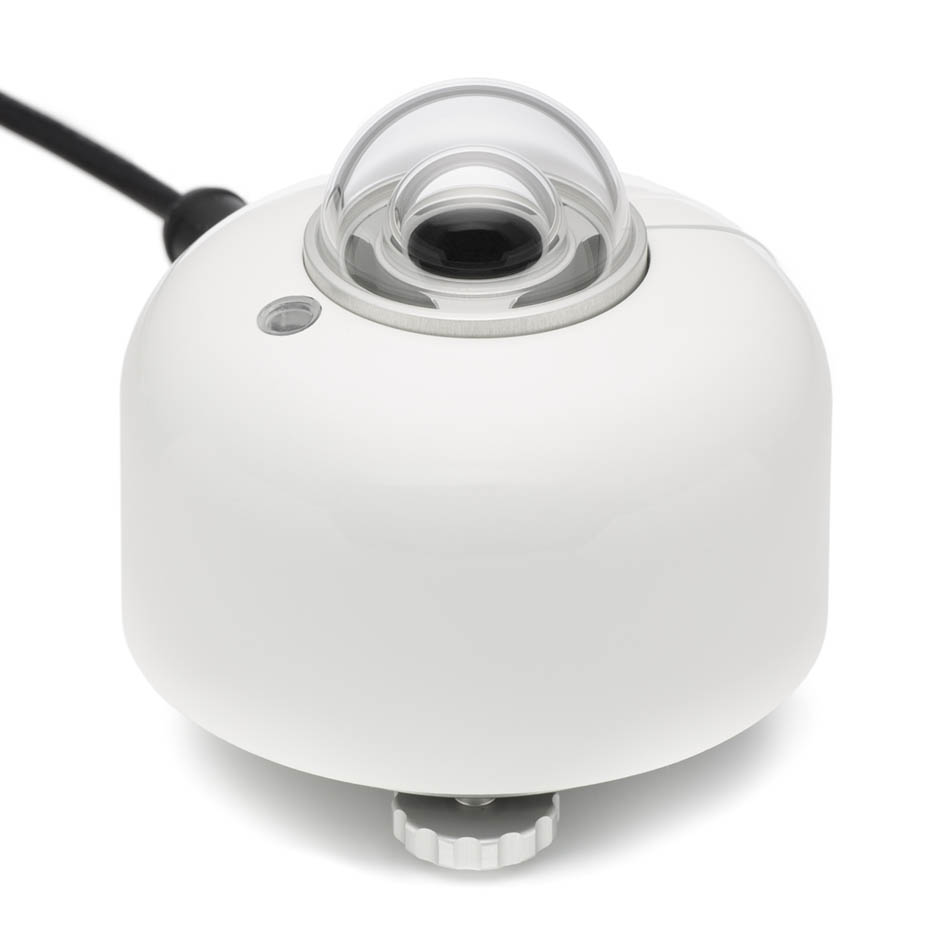
Ein "secondary standard" Pyranometer gemäß ISO 9060, Typ SR30.

Die Norm ISO 9060 Solar-Energie – Bestimmungen und Einteilung von Solarstrahlungsmessgeräten für hemisphärische und direkte Solarstrahlung beschreibt Geräte für die Messung hemisphärischer Sonneneinstrahlung (Pyranometer) und direkter Sonneneinstrahlung (Pyrheliometer), wie sie unter anderem im Bereich der Photovoltaik eingesetzt werden. 
Die erste Version der Norm stammt aus dem Jahr 1990; die Ratifizierung einer neuen Version ist für den September 2018 geplant.

## Genauigkeitsklassen für Pyranometer
Die Norm unterteilt Pyranometer in drei Genauigkeitsklassen: „Secondary standard“ (sekundärem Standard), „First class“ (erster Klasse) und „Second class“ (zweiter Klasse), wobei „Secondary standard“ der höchsten Klasse entspricht. Das heißt, ein Messgerät in der sekundären Standardklasse hat seine Genauigkeit von einem primären Standard übernommen und kann diese weitergeben. Die Spezifikationen, die für jede Klasse vorgeschrieben sind, sind in der folgenden Tabelle aufgeführt.
| Spezifikation | Klasse „Secondary standard“ | Klasse „First class“ | Klasse „Second class“ |
| --- | --------------------------- | -------------------- | --------------------- |
| Reaktionszeit (für 95 % der Reaktion) | < 15 s                      | < 30 s               | < 60 s                |
| Nullpunktverschiebungen (zero-offset) Verschiebung A: Reaktionssignal zu einer Netto-Wärmestrahlung von 200 W/m2 Verschiebung B: Reaktionssignal zu einer Änderung in der Umgebungstemperatur von 5 K/h | + 7 W/m2 ± 2 W/m2           | + 7 W/m2 ± 2 W/m2    | + 7 W/m2 ± 2 W/m2     |
| Nicht-Stabilität (Empfindlichkeitsänderung pro Jahr) | ± 0,8 %                     | ± 1,5 %              | ± 3,0 %               |
| Nicht-Linearität | ± 0,5 %                     | ± 1,0 %              | ± 3,0 %               |
| Richtungsabweichung | ± 10 W/m2                   | ± 20 W/m2            | ± 20 W/m2             |
| Spektrale Selektivität | ± 3 %                       | ± 5 %                | ± 10 %                |
| Temperaturabweichung | ± 2 %                       | ± 4 %                | ± 8 %                 |
| Neigungsabweichung | ± 0,5 %                     | ± 2,0 %              | ± 5,0 %               |